# Bolsa Europeia do Clima
A Bolsa Europeia do Clima (European Climate Exchange (ECX) é uma uma plataforma para o comércio de emissões de carbono. Ela gerenciou o desenvolvimento e comercialização de produtos para ECX Carbon Financial Instruments (ECX CFIs), listados e admitidos para negociação na plataforma eletrônica ICE Futures Europe. Essa instituição é parte do que ficou chamado "mercado de caborno". Por um tempo, foi uma subsidiária da Chicago Climate Exchange, mas acabou se tornando uma empresa irmã. Ambas as empresas, assim como a IFEX, eram de propriedade da Climate Exchange Plc, uma holding listada no Mercado de Investimentos Alternativos da Bolsa de Valores de Londres, fundada por Richard Sandor .   O executivo-chefe da Bolsa Europeia era Patrick Birley, filho do arqueólogo Robin Birley .   Embora os produtos fossem listados na Bolsa de Valores de Londres, os times corporativos de vendas e marketing estava inicialmente baseados em Amsterdã, na Holanda, sob seu primeiro CEO, Peter Koster,  antes de se mudar para Londres em 2007. A Climate Exchange Plc foi comprada em abril de 2010 pela Intercontinental Exchange . 
A ECX forneceu uma plataforma pan-europeia para o comércio de emissões de carbono, com seu contrato futuro baseado nas Licenças da UE subjacentes (EUAs) e Licenças de Emissões Certificadas (CERs), que atraíram mais de 80% do volume negociado em bolsa no mercado europeu. Os contratos ECX (EUA e CER Futuros, opções e contratos à vista ) eram produtos padronizados negociados em bolsa. LCH. Clearnet foi a câmara de compensação designada antes de 2008, mais tarde todas as negociações foram compensadas pela ICE Clear Europe.
Mais de 100 empresas, incluindo empresas como Barclays, BP, Newedge, E.ON UK, Endesa, Fortis, Goldman Sachs, Morgan Stanley e Shell se inscreveram como membros para comercializar produtos ECX. Usando um processo chamado 'encaminhamento de pedidos', várias centenas de clientes podem acessar o mercado por meio de bancos e corretoras sem precisar ser um membro. Patrick Birley afirmou, em 2010, que 95% de todo o carbono comercializado no mundo era comercializado pela ECX

## Protestos
Em 1º de abril de 2009, os manifestantes do Camp for Climate Action (Climate Camp) montaram um acampamento e um mercado de agricultores fora da sede do Bolsa Europeia do Clima em Hasilwood House em Bishopsgate, cidade de Londres, para protestar contra o comércio de carbono como uma "falsa solução" para o problema da mudança climática.  
Em 23 de julho de 2010, o site da Bolsa Europeia do Clima foi alvo de hacktivistas que operam sob o nome de decocidio #ϴ . O site exibiu uma página inicial falsa por cerca de 22 horas em um esforço para promover a alegação de que o comércio de carbono é uma falsa solução para a crise climática . 